# 許輔乾
許輔乾（?—?），又作許輔虔，唐朝安州安陆（今湖北省安陆市）人，祖籍高阳（今河北省高阳县），许力士之孙。
萬歲通天元年（696年），其父許欽寂在安東都護府死於契丹李盡忠之亂，武則天任命許輔乾為左监门卫中候，出任海东慰劳使；令他迎回許欽寂丧柩，以礼改葬。开元年间，許輔乾以云麾将军、检校右羽林将军、赐绯鱼袋、上柱国、申国公，转任左羽林将军。官至右金吾大將軍、光禄卿。唐德宗即位，录武德以来宰相及实封功臣子孙，赐一子正员官。左监门卫中候、光禄卿、申国公許輔乾作為第二等功臣。

## 家庭
- 父亲：許欽寂，夔州刺史
  - 許輔，右金吾大將軍
    - 子：許諫，河南丞
    - 子：許論，監察御史
    - 子：許詵，歸州刺史
    - 子：許諷，監察御史

  - 弟弟：許輔德，宕州刺史